# Maé-Bérénice Méité
Maé-Bérénice Méité (* 21. September 1994 in Paris) ist eine französische Eiskunstläuferin. Sie ist sechsfache französische Meisterin im Einzellauf und Teilnehmerin an den Olympischen Winterspielen 2014 und 2018.

## Karriere

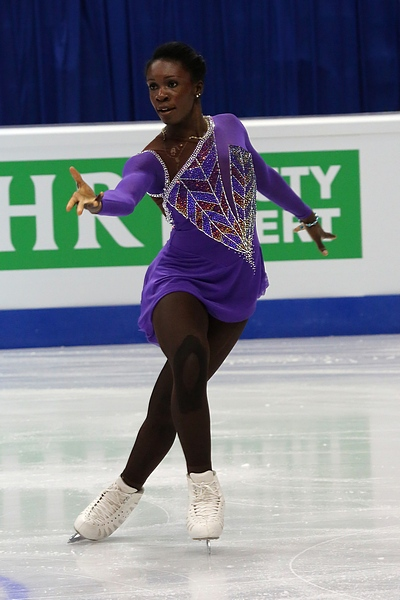
Méité bei den Europameisterschaften 2016

Méité nahm im Jahr 2008 zum ersten Mal an den französischen Meisterschaften teil und belegte den 5. Platz. Im folgenden Jahr gewann sie mit Silber ihre erste Medaille bei den französischen Meisterschaften.
In der Saison 2010/11 nahm sie mit der Trophée Eric Bompard und mit Skate America erstmals an Wettbewerben der ISU-Grand-Prix-Serie teil. Bei ihren ersten Europameisterschaften erreichte sie Platz 9 und bei den Weltmeisterschaften Platz 14.
Im Jahr 2014 wurde Méité zum ersten Mal französische Meisterin. Bei den Olympischen Winterspielen 2014 erreichte sie Platz 9 im Kurzprogramm, Platz 11 in der Kür und Platz 10 in der Gesamtwertung. Im Teamwettbewerb belegte sie Platz 6 im Kurzprogramm der Damen und trug damit 5 Punkte für das französische Team bei. Dieses belegte mit 22 Punkten Platz 6 in der Gesamtwertung.
In den beiden darauffolgenden Jahren konnte Méité ihren Titel als französische Meisterin verteidigen; nur 2017 gewann sie die Silbermedaille hinter Laurine Lecavelier. In der Saison 2017/18 konnte Méité den Titel zurückgewinnen. Kombiniert mit ihrem 8. Platz bei den Europameisterschaften 2018 erhielt sie den französischen Startplatz bei den Olympischen Spielen 2018 in Pyeongchang.
Bei ihren zweiten Olympischen Spielen qualifizierte sich Méité im individuellen Wettbewerb mit Platz 22 erneut für die Kür. Im Gesamtergebnis erreichte sie Platz 19. Im Teamwettbewerb belegte Méité im Kurzprogramm nach einem Sturz Platz 9. Das französische Team insgesamt belegte den zehnten und letzten Platz. Méités von Benoît Richaud choreografiertes Kurzprogramm zu Halo und Run the World (Girls) von Beyoncé erlangte weit über Eiskunstlauf-Kreise hinaus Aufmerksamkeit in Medien und Social Media. Auch Méités Kostüme wurden in den Medien besprochen: Das Kostüm ihres Kurzprogramms, bestehend aus einer schwarzen Hose und einem ärmellosen Oberteil, wurde als subversiv betrachtet angesichts des verbreiteten Standards, dass Frauen im Eiskunstlauf Kleider tragen. Ihr Kostümwechsel in der Kür, passend zu einem Musikwechsel von Chopin zu der französischen Band C2C, wurde als einer der unterhaltsamsten Momente des Wettbewerbs beschrieben, durch den Méité zum Publikumsliebling geworden sei.
In der Saison 2018/19 gewann Méité ihre erste Medaille bei einem Wettbewerb der ISU Challenger Series: beim Autumn Classic International Wettbewerb in Kanada belegte sie hinter Bradie Tennell und Evgenia Medvedeva Rang 3. Sie nahm erneut an der Winter-Universiade teil, die 2019 in Krasnojarsk stattfand, und wurde dort Vierte. Bei den Europameisterschaften 2019 wurde sie Siebte; daraufhin wurde für die folgenden Weltmeisterschaften stattdessen Laurine Lecavelier ausgewählt, die Fünfte geworden war.
2019 wechselte Méité in das Trainingsteam von Silvia Fontana und John Zimmerman am AdventHealth Center in Florida, inspiriert von dem Erfolg des französischen Paares Vanessa James/Morgan Ciprès, das dort trainierte. Im Dezember desselben Jahres begann eine Untersuchung von Fontanas und Zimmermans Rolle bei der Vertuschung der sexuellen Belästigung einer minderjährigen Eiskunstläuferin durch Morgan Ciprès, aufgrund derer sie schließlich vom US-amerikanischen Eislaufverband zeitweilig suspendiert wurden und Zimmerman Hausverbot in den Einrichtungen des Verbands erhielt. Méité entschied sich trotzdem, bei dem Trainingsteam zu bleiben.
In der Saison 2019/20 gewann Méité ihren sechsten Titel als französische Meisterin. Sie belegte Platz 9 bei den Europameisterschaften 2020. Für die Weltmeisterschaften 2020 war Méité angemeldet, der Wettbewerb wurde aber aufgrund der COVID-19-Pandemie abgesagt.
Bei den Weltmeisterschaften 2021, die aus Gründen des Pandemieschutzes ohne Publikum in Stockholm stattfanden, erlitt Méité bei einem Sturz im Kurzprogramm eine Verletzung und musste ihre Teilnahme an der Kür zurückziehen. Die Erholung von der Verletzung erwies sich als ein langwieriger Prozess, Méité verpasste den Rest dieser sowie die vollständige Saison 2021/22, in der sie gehofft hatte, ein drittes Mal an den Olympischen Spielen teilnehmen zu können.
Zur Saison 2022/23 entschloss sich Méité, noch einmal zum Wettbewerb zurückzukehren, um ihre Karriere selbstbestimmt zu einem Ende zu bringen. Sie verlegte ihren Trainingsstandort nach Neumarkt in Italien, um in der Young Goose Academy bei Lorenzo Magri zu trainieren, behielt aber auch Fontana und Zimmerman als Teil ihres Trainingsteams. Sie wählte für ihr Comeback ein Kurzprogramm zu They Don’t Care About Us von Michael Jackson und eine Kür zu I Surrender von Céline Dion in einem Arrangement von Maxime Rodriguez. Zu dem Kurzprogramm sagte Méité, sie wolle damit ihre Unterstützung für die Black-Lives-Matter-Bewegung ausdrücken; die Kür sei ihrer Mutter gewidmet und spiegele außerdem ihre Auseinandersetzung mit ihrem christlichen Glauben wider. Die Choreografien für beide Programme erstellte Rohene Ward. Méité nahm am Ondrej Nepela Memorial in der ISU-Challenger-Serie teil, wo sie Platz 8 erreichte. Bei den französischen Meisterschaften wurde sie Vierte.
Maé-Bérénice Méité ist gemeinsam mit Elladj Baldé und Vanessa James Mitbegründern der Figure Skating Diversity and Inclusion Alliance, die den Eiskunstlauf attraktiver und zugänglicher für Jugendliche aus unterrepräsentierten Gesellschaftsgruppen machen will.

## Ergebnisse
| Meisterschaft / Jahr                                             | 2011    | 2012    | 2013    | 2014    | 2015    | 2016    | 2017    | 2018    | 2019    | 2020    | 2021    | 2022    | 2023    | 2024    |
| ---------------------------------------------------------------- | ------- | ------- | ------- | ------- | ------- | ------- | ------- | ------- | ------- | ------- | ------- | ------- | ------- | ------- |
| Olympische Winterspiele                                          |         |         |         | 10.     |         |         |         | 19.     |         |         |         |         |         |         |
| Weltmeisterschaften                                              | 14.     |         | 11.     | 15.     | 10.     | 25.     |         |         |         | A       | Z       |         |         |         |
| Europameisterschaften                                            | 9.      | 13.     | 10.     | 5.      | 6.      | 6.      | 16.     | 8.      | 7.      | 9.      |         |         |         |         |
| Winter-Universiade                                               |         |         |         |         | 2.      |         |         |         | 4.      |         |         |         |         |         |
| Französische Meisterschaften                                     | 3.      | 2.      | 2.      | 1.      | 1.      | 1.      | 2.      | 1.      | 1.      | 1.      |         |         | 4.      |         |
| Teamwettbewerb / Jahr                                            | 2011    | 2012    | 2013    | 2014    | 2015    | 2016    | 2017    | 2018    | 2019    | 2020    | 2021    | 2022    | 2023    | 2024    |
| Olympische Winterspiele                                          |         |         |         | 6.      |         |         |         | 10.     |         |         |         |         |         |         |
| World Team Trophy                                                |         | 4.      | 6.      |         | 6.      |         | 6.      |         | 4.      |         |         |         |         |         |
| Grand-Prix-Wettbewerb / Saison                                   | 2010/11 | 2011/12 | 2012/13 | 2013/14 | 2014/15 | 2015/16 | 2016/17 | 2017/18 | 2018/19 | 2019/20 | 2020/21 | 2021/22 | 2022/23 | 2023/24 |
| Trophée Eric Bompard                                             | 9.      | 6.      | 5.      | 5.      | 5.      | 11.     | 7.      | 8.      | 8.      | 10.     | A       |         | 8.      |         |
| Cup of Russia                                                    |         |         |         |         |         |         |         | 11.     |         |         |         |         |         |         |
| Skate America                                                    | 8.      |         | 6.      | 6.      | 9.      |         |         |         |         |         |         |         |         |         |
| NHK Trophy                                                       |         | 7.      |         |         |         |         |         |         | 10.     | 11.     |         |         |         |         |
| Skate Canada                                                     |         |         |         |         |         |         |         |         |         |         |         |         |         | 12.     |
| A = Veranstaltung ausgefallen; Z = zurückgetreten vom Wettbewerb |         |         |         |         |         |         |         |         |         |         |         |         |         |         |